# Baudihillia
Baudihillia ist der Name einer inschriftlich aus Vercovicium am Hadrianswall in Nordengland belegten germanischen Göttin. In einer Votivinschrift vom Ende des 2. Jahrhunderts ist ihr Name neben dem der Friagabis genannt. Beide werden als „duabus Alaisagis“ bezeichnet. Durch diesen Beinamen Alaisiagae und aus dem Fundort heraus werden sie als Begleiter des Mars Thincsus gesehen und unter anderen entweder als Thinggöttinen oder als Heilungs- und Segensgottheiten gedeutet. Folgende Inschrift wurde von einer römischen Auxiliareinheit, dem Numerus Hnaudifridi errichtet:

„Deabus // Alaisia/gis Bau/dihillie / et Friaga/bi et N(umini) Aug(usti) / n(umerus) Hnau/difridi / v(otum) s(olvit) l(ibens) m(erito).“

„Den Göttinnen der Alaisiagae, Baudihillia und Friagabis und an die Göttlichkeit des Kaisers hat die Einheit des Hnaudifridus ihr Gelübde gern und zu Recht erfüllt.“

Theodor Siebs deutete den Namen als üblichen germanischen zweigliedrigen Vollnamen mit dem Zweitglied hildio- = „Kampf“ als „die Kampfgebietende“ mit der Umstellung des Bestimmungswortes an Position des Grundworts. Rudolf Simek kritisiert Siebs Lösung in Bezug auf dessen Konjektur und Konstrukt. Rudolf Much stellte Baudi- zu indogermanisch *bhoudhi- > altirisch buaid, germanisch *baudi- = „Sieg“ und übersetzt den Namen als „Siegkämpferin“. Anton Scherer und Hans Krahe haben den Namen generell als aus dem Keltischen entlehnt gesehen. Jan de Vries erklärte den Namen für ungeklärt. Wolfgang Haubrichs vergleicht mit dem fränkischen epigraphischen Beleg BAVTHILDIS aus germanisch *baudaz = „Gebieter“ + *hildjö  = „Streit“ und weist das Vorderglied expliziert in den fränkischen, nordwestgermanischen Raum der angenommenen Herkunftsregion der Stifter des Votivsteins und Inschrift (Hnaudifridus). Norbert Wagner geht bei Baudihilla von einer einfachen Umkehrung aus und vergleicht mit Belegen im germanischen Namenschatz wie Mallo-baudes zur Form Baudo-malla. Germanisch *Hildi-bauð wie der althochdeutsche Beleg Hiltibōd hat *Bauda-hildī ergeben. Baudihillia zeigt analog zu Harimella als Fugenvokal ein i durch lateinischen Einfluss, des Weiteren wurde die latinisierte Endung auf -a angefügt und aus dem germanischen Element -ld- das vulgarlateinische -ll-.